# Xavier Stierli
Xavier Stierli (ur. 29 października 1940) – szwajcarski piłkarz grający na pozycji obrońcy. W swojej karierze rozegrał 12 meczów w reprezentacji Szwajcarii.

## Kariera klubowa
W latach 1958–1960 Stierli był graczem zespołu SC Zug. Następnie, do końca swojej kariery piłkarskiej związany był z klubem FC Zürich. W sezonie 1960/1961 zadebiutował w nim w szwajcarskiej pierwszej lidze i grał w nim do końca sezonu 1969/1970. Wraz z klubem z Zurychu trzykrotnie wywalczył mistrzostwo Szwajcarii w sezonach 1962/1963, 1965/1966 i 1967/1968 oraz dwukrotnie zdobył Puchar Szwajcarii w sezonach 1965/1966 i 1969/1970.

## Kariera reprezentacyjna
W reprezentacji Szwajcarii Stierli zadebiutował 13 stycznia 1963 roku w przegranym 0:1 towarzyskim meczu z Marokiem, rozegranym w Casablance. W 1966 roku był w kadrze Szwajcarii na Mistrzostwa Świata w Anglii. Na tym turnieju wystąpił w dwóch meczach: z Hiszpanią (1:2) i z Argentyną (0:2). W kadrze narodowej od 1963 do 1967 roku rozegrał 12 meczów.